# Аренський Михайло Васильович
Михайло Васильович Аре́нський (рос. Михаил Васильевич Аренский; справжнє прізвище — Агапов; нар. 8 червня 1895, Москва — пом. 15 травня 1980, Куйбишев) — російський радянський актор.

## Біографія
Народився 27 травня [8 червня] 1895 року в місті Москві (нині Росія). Початкову освіту здобув у Московському Сокольничому міському 3-класному училищі, після закінчення якого в 1906 році навчався в 4-й Московській державній гімназії. У 1910 році родина Аренських переїхала до Новоросійська, де Михайло вступив до гімназії. У серпні 1915 року вступив на юридичний факультет Московського університету.
Під час Першої світової війни у 1916 році був призваний до діючої армії, але в грудні 1917 року через хворобу був евакуйований з фронту до Москви. Після одужання продовжив військову службу.
Упродовж 1922—1926 років працював актором у Другому театрі Української радянської республіки імені Леніна в Києві; у 1928—1935 роках — у театрі «Червоний факел» в Новосибірську; з 1936 року — артист Куйбишевського драматичного театру. Член КПРС з 1953 року. Помер в Куйбишеві 15 травня 1980 року.

## Творчість
зіграв ролі в театрі
- Кречинського («Весілля Кречинського» Олександра Сухово-Кобиліна);
- Кнуров («Безприданниця» Олександра Островського);
- Король Філіп («Дон Карлос» Фрідріха Шиллера);
- Король Лір  («Король Лір» Вільяма Шекспіра);
- Кавалер  («Господарка готелю» Карло Ґольдоні);
- Макфарсен  («Російське питання» Костянтина Симонова);
- Черногубов («Особиста справа» Олександра Штейна);
- Макарова («Порт-Артур» Олександра Степанова та Івана Попова);
- Чепурний, Тетерєв, Іван Коломійцев  («Діти сонця», «Міщанин», «Останній» Максима Горького);
- Городничий («Ревізор» Миколи Гоголя);
- Роман Круча, Дремлюга («Банкір», «Крила» Олександра Корнійчука);
- Гвоздилін  («Третя патетична» Миколи Погодіна).

У 1964 році зіграв роль Петра Степановича Гаврилова у короткометражному фільмі «Старий у потертій шинелі».

## Відзнаки
- Заслужений артист РРФСР з 24 грудня 1951 року[1];
- Народний артист РРФСР з 23 листопада 1957 року[1].